# Plan Anual Normativo
En España, el Plan Anual Normativo (PAN) es un instrumento que tiene como objeto establecer de forma anticipada qué iniciativas legislativas —proyectos de ley orgánica u ordinaria— o reglamentarias —reales decretos— van a ser presentadas por el Gobierno ante las Cortes Generales o, en su caso, aprobadas, a lo largo del año siguiente.
La elaboración de este documento legal esta prevista en la Ley 50/1997, de 27 de noviembre, del Gobierno, en su redacción dada por la Ley 40/2015, de 1 de octubre, de Régimen Jurídico del Sector Público, que modificó dicha norma. Esta modificación consistió en establecer un paso intermedio entre la iniciativa legislativa y la potestad reglamentaria del Gobierno de España y la elaboración de los anteproyectos de este tipo de normas, de tal forma que el Poder Ejecutivo tiene la obligación de establecer ex ante qué normas tiene pensado impulsar.

## Elaboración
Tal y como prescribe el Real Decreto 286/2017, de 24 de marzo, el PAN es elaborado por todos los departamentos ministeriales, que tienen la obligación de remitir al Ministerio de la Presidencia, como departamento coordinador, aquellas normas que tengan previsto elevar al Consejo de Ministros.
Lo hacen conjuntamente a través de la Junta de Planificación y Evaluación, que está presidida por el Subsecretario de la Presidencia y compuesta por los secretarios generales técnicos de todos los ministerios. Este órgano es el responsable de elaborar el proyecto del PAN, así como del proyecto de Informe Anual de Evaluación Normativa y de proponer los criterios generales en materia de planificación y evaluación normativa de la Administración General del Estado.
Una vez que los proyectos han sido elaborados, se remiten a la Comisión Delegada del Gobierno para Asuntos Económicos, que anexará a estos un informe económico. Posteriormente, el ministro de la Presidencia —antes del 30 de abril de cada año— elevará los textos al Consejo de Ministros para su aprobación.

### Oficina de Coordinación y Calidad Normativa
En 2018 se constituyó, integrada en el Secretariado del Gobierno, la Oficina de Coordinación y Calidad Normativa, un órgano con rango de Subdirección General que tiene encomendada la función de promover la coordinación y la calidad de la actividad normativa del Gobierno. La OCCN emité informes a iniciativa de los departamentos ministeriales, que le remiten los anteproyectos antes de su aprobación sectorial, y tiene carácter no vinculante.
En sus informes, esta Oficina valora la calidad técnica de la propuesta; examina su congruencia con la Constitución, el resto del ordenamiento jurídico nacional, con el Derecho de la Unión Europea y otro de carácter internacional que vincule a España, así como con otras propuestas en redacción; analiza qué normas entran en conflicto para su derogación o refundición; y analiza si la propuesta es acorde a los principios de reducción de cargas administrativas y de buena regulación, así como a las recomendaciones emanadas en esta materia de las instituciones de la Unión Europea y de la OCDE.

## Evaluación
Además de prever qué normas se tiene pensado aprobar, el PAN también debe identificar las normas que habrán de someterse a un análisis ex post sobre los resultados de su aplicación. La evaluación la hace cada departamento competente, que luego remite sus conclusiones a la Junta de Planificación y Evaluación, y esta elabora el proyecto de Informe Anual de Evaluación Normativa que se eleva al Consejo de Ministros para su aprobación.
Este informe, además de lo ya mencionado, refleja el grado de cumplimiento del Plan Anual Normativo del año anterior, las iniciativas adoptadas que no estaban inicialmente incluidas en el Plan, así como las incluidas en anteriores informes de evaluación con objetivos plurianuales que hayan producido al menos parte de sus efectos en el año que se evalúa.
Los resultados son publicados obligatoriamente en el Portal de la Transparencia de la Administración General del Estado.

## Planes Normativos
| Año  | Leyes orgánicas | Leyes    | Reales Decretos | Otras normas | Total    | Normas sometidas a evaluación | Cumplimiento | Normas aprobadas no previstas | Ref.          |
| ---- | --------------- | -------- | --------------- | ------------ | -------- | ----------------------------- | ------------ | ----------------------------- | ------------- |
| 2018 | 9               | 38       | 240             | 0            | 287      | 43 de 244 (17,62 %)           | -            | -                             | [ 4 ]         |
| 2019 | No hubo.        | No hubo. | No hubo.        | No hubo.     | No hubo. | No hubo.                      | No hubo.     | No hubo.                      | No hubo.      |
| 2020 | 4               | 53       | 114             | 1            | 172      | 22 de 172 (12,79 %)           | 87 %         | 59                            | [ 5 ] [ 6 ]   |
| 2021 | 6               | 28       | 110             | 0            | 144      | 21 de 144 (14,58 %)           | 94 %         | 229                           | [ 7 ] [ 8 ]   |
| 2022 | 11              | 81       | 276             | 0            | 368      | 35 de 368 (9,51 %)            | 79 %         | 186                           | [ 9 ] [ 10 ]  |
| 2023 | 3               | 33       | 81              | 0            | 117      | 15 de 117 (12,82 %)           | 52 %         | 219                           | [ 11 ] [ 12 ] |
| 2024 | 6               | 43       | 149             | 0            | 198      | 16 de 198 (8,08 %)            | 60,61 %      | 259                           | [ 13 ] [ 14 ] |
| 2025 | 16              | 43       | 140             | 0            | 199      | 30 de 199 (15,08 %)           |              |                               | [ 15 ]        |